# Abingdon (Oxfordshire)
Abingdon, ook Abingdon on Thames, is een civil parish in het Engelse graafschap Oxfordshire, district Vale of White Horse. Abingdon (inwonertal: 33.130) ligt zo'n tien kilometer ten zuiden van Oxford, in de vallei van de Theems en is gelegen aan de westoever van deze rivier, waar ook de rivier Ock samenkomt.
De plaats werd al bewoond in de IJzertijd, toen er een fort lag, en Abingdon is daarom een van de plaatsen die claimt de oudste plaats van Groot-Brittannië te zijn. Thans is het vooral een forensenplaats, onder meer voor bedrijven in Oxford. Van 1929 tot in de jaren '80 was er een grote fabriek van het Britse automerk MG gevestigd. Nu is het softwarebedrijf Sophos een van de grotere werkgevers. In 1986 vormden enkele scholieren van Abingdon School, een plaatselijke middelbare school, de band Radiohead.

## Stedenbanden
- Frankrijk, Argentan
- Italië, Lucca
- Duitsland, Schongau
- België, Sint-Niklaas

## Geboren
- Edward Moore (1712-1757), schrijver
- Celia Bannerman (1944), actrice en regisseuse
- Tom Hingley (1965), rockzanger en songwriter
- Phil Selway (1967), drummer (Radiohead)
- Dean Whitehead (1982), voetballer
- Jack Mills (1992), voetballer
- Jacob Walcott (1992), voetballer

## Overleden
- John Masefield (1878-1967), dichter en prozaschrijver
- David Kelly (1944-2003), microbioloog en defensieambtenaar